# Weitenhagen
Weitenhagen es un municipio situado en el distrito de Pomerania Occidental-Rügen, en el estado federado de Mecklemburgo-Pomerania Occidental (Alemania), a una altura de 20 metros. Su población a finales de 2016 era de 240 habs. y su densidad poblacional, 14 hab/km².
Se encuentra ubicado en el centro del distrito.